# Klosterkirche Pirna

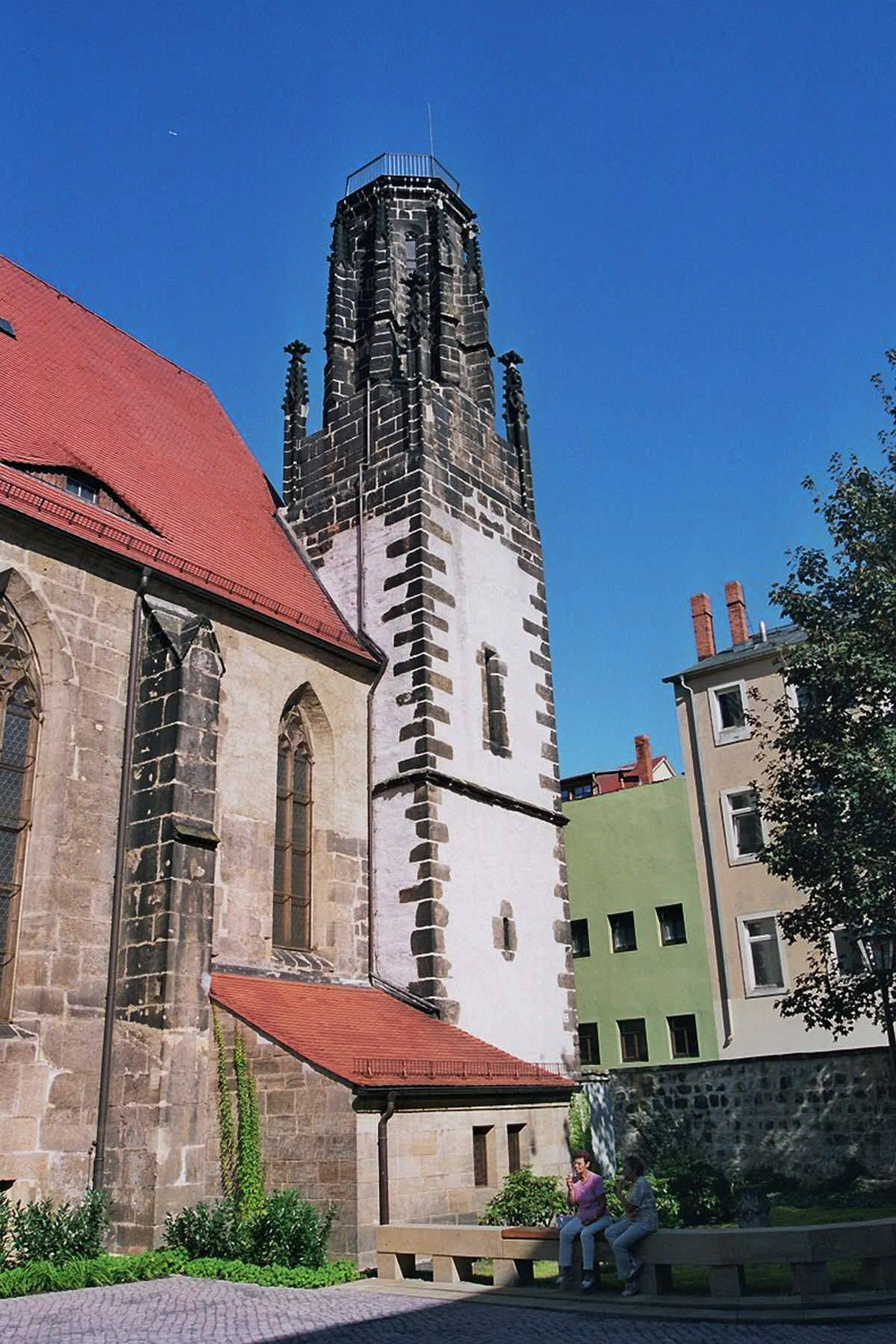
Klosterkirche Pirna

Die Klosterkirche Pirna ist die gotische Klosterkirche des ehemaligen Dominikanerklosters am nordwestlichen Rand der Altstadt von Pirna in Sachsen. Sie wird von der katholischen Kirchengemeinde St. Kunigunde Pirna genutzt, die zum Bistum Dresden-Meißen gehört.

## Geschichte und Architektur

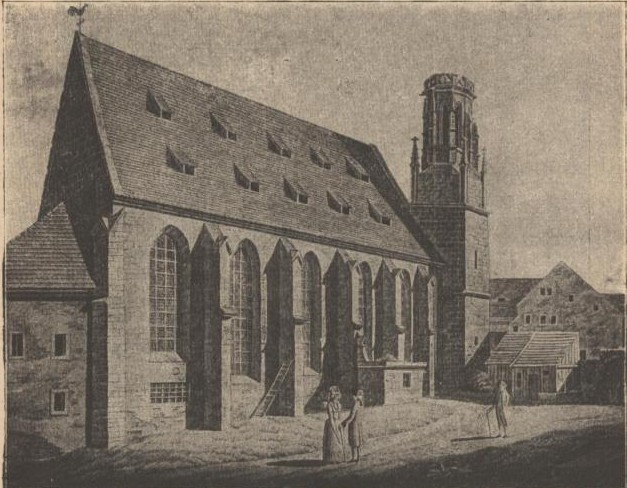
Historische Ansicht

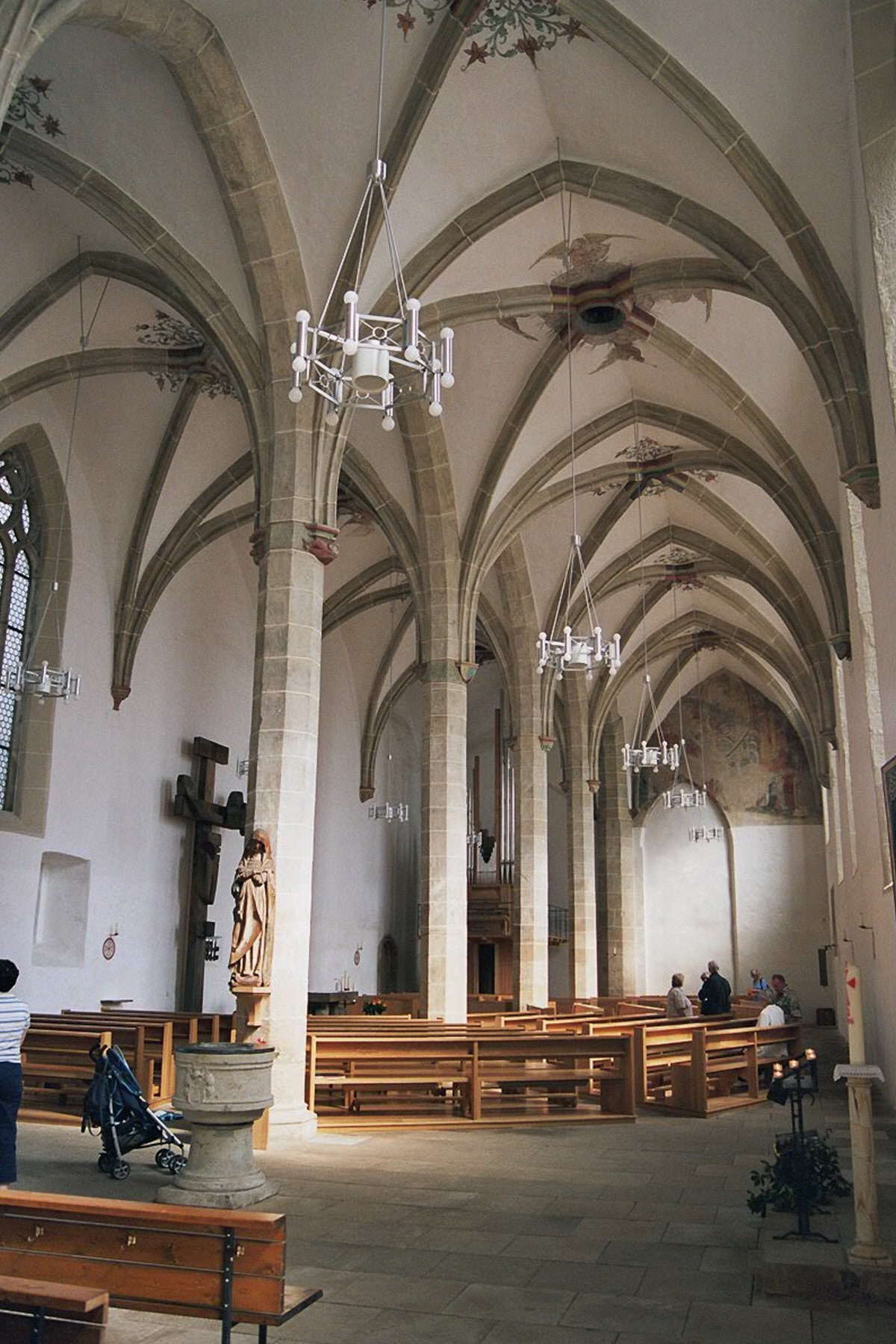
Innenraum

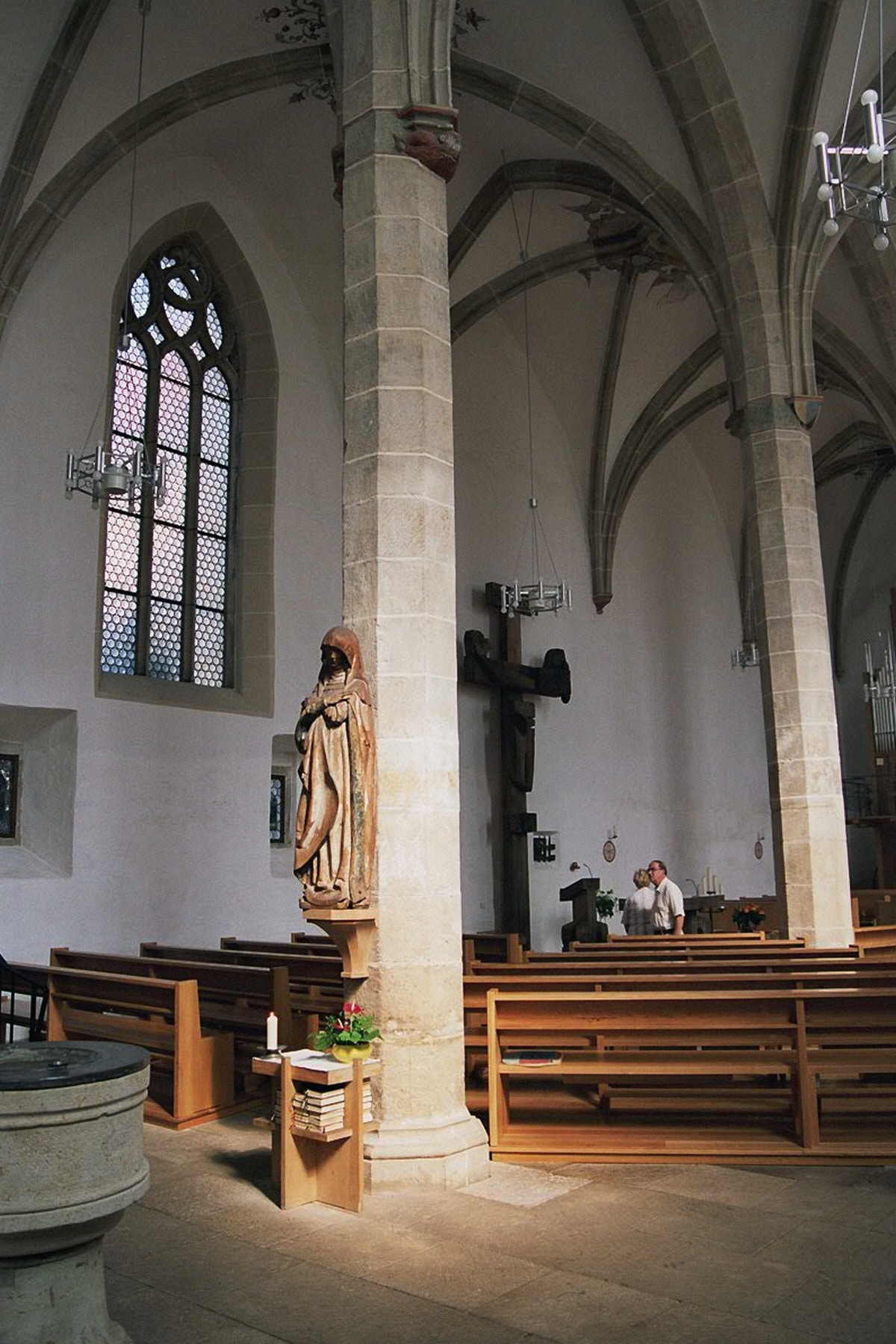
Maria aus einer Kreuzigungsgruppe, im Hintergrund Kruzifix von Friedrich Press

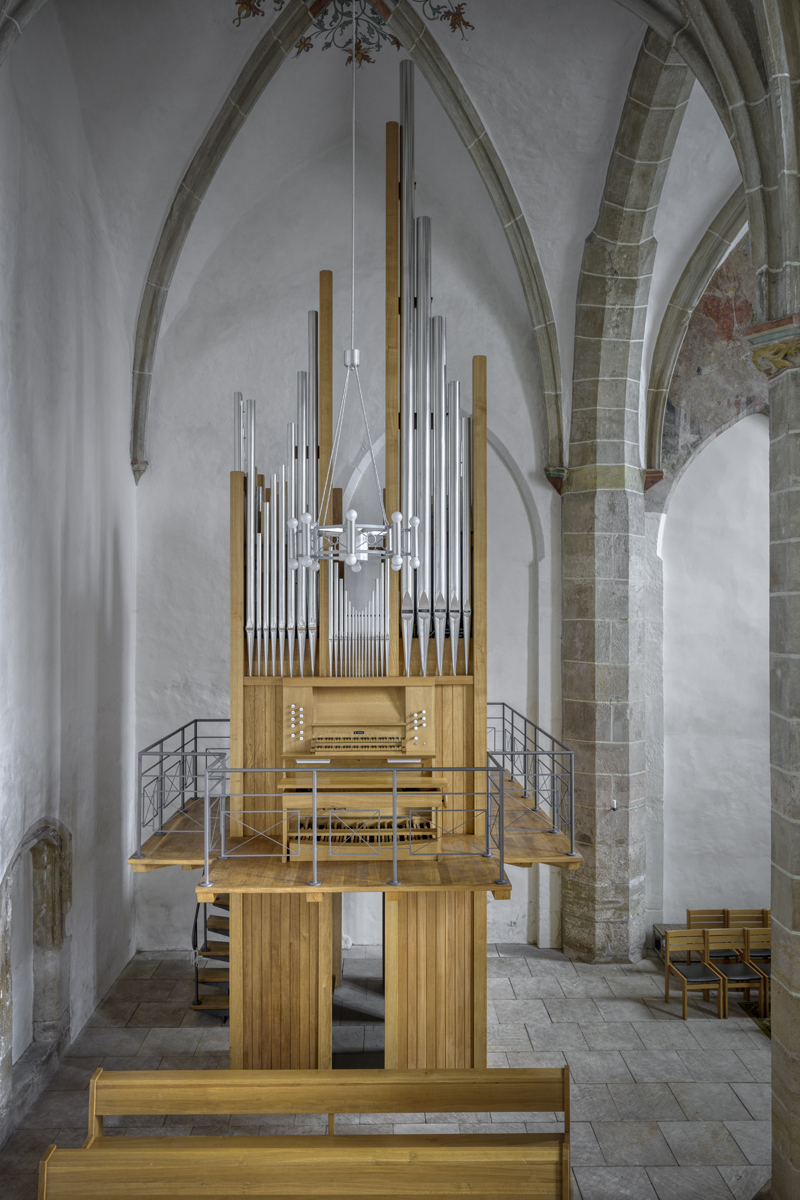
Orgelprospekt vom Orgelbau Bad Liebenwerda

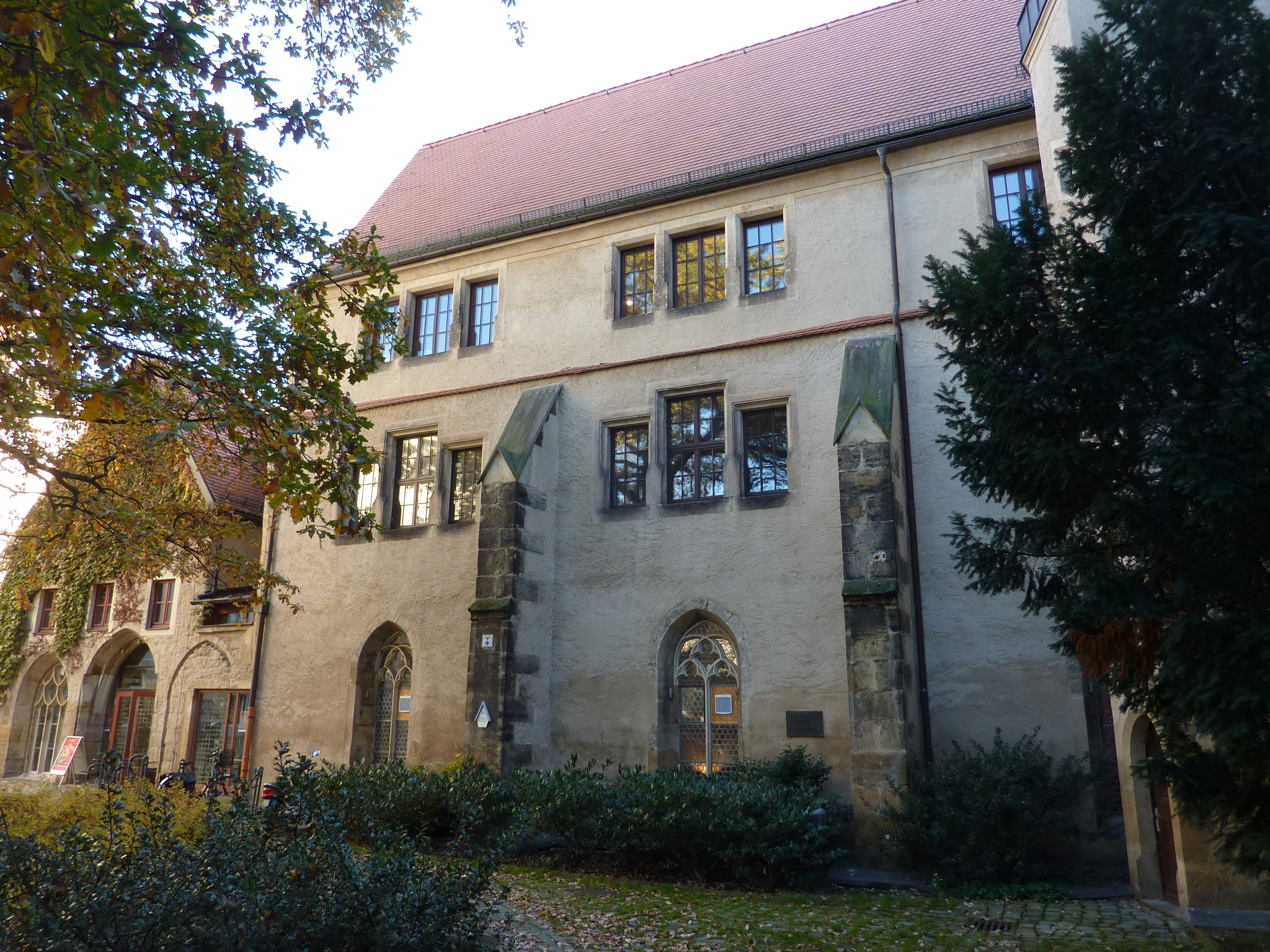
Klostergebäude

Das Kloster Pirna wurde vom Dominikanerkloster St. Pauli in Leipzig um 1300 gegründet. Von den Klostergebäuden sind infolge von Umbauten seit der Reformation nur das Kapitelsaalgebäude und Teile des Kreuzgangs erhalten geblieben. Das ursprüngliche Patrozinium der Kirche, von der nur das Langhaus, der Turm und Ansätze des Chores erhalten sind, ist nicht bekannt. Nach Beseitigung von Schäden aus dem Zweiten Weltkrieg wurde das Langhaus seit der 1957 erfolgten Weihe mit dem Patrozinium St. Heinrich als katholische Kirche genutzt.
Die Kirche wurde um 1300 als langgestreckter flachgedeckter Saalbau von vier Jochen mit eingezogenem Chor errichtet. In der zweiten Hälfte des 14. Jahrhunderts wurde die Kirche zu einer zweischiffigen Hallenkirche von sechs Jochen umgebaut; wahrscheinlich wurde der Chor bereits damals vom Langhaus abgetrennt. Der Turm auf annähernd quadratischem Grundriss wurde im Winkel zwischen Langhaus und Chor auf der Südseite wahrscheinlich ebenfalls zu dieser Zeit erbaut, sein Obergeschoss wahrscheinlich um 1470 hinzugefügt. Die Kirche besteht aus zumeist unverputztem Sandsteinquadermauerwerk unter Verwendung von Backstein.
Das schlichte Äußere der Kirche wird durch die Strebepfeiler und die Spitzbogenfenster mit reichem Maßwerk an Nord- und Südseite bestimmt. Die Westwand mit hohem Giebel ist völlig geschlossen. Eingänge sind im zweiten Joch von Westen vorhanden, von denen nur der nördliche original ist.
Das Innere wird durch die schlanken Achteckpfeiler bestimmt, die kämpferlos in die Scheidbögen übergehen und die Kreuzrippengewölbe tragen. Die Rippen werden von teils figürlichen Konsolen getragen; die Schlusssteine sind ornamental gestaltet oder mit Wappenschilden besetzt. Reste von Wandmalereien aus dem 14. Jahrhundert zeigen an der Ostwand das Jüngste Gericht, an der Südwand eine Muttergottes mit Stifter und im nordwestlichen Joch die Bestätigung des Dominikanerordens durch Papst Innozenz IV. Die Gewölbemalereien mit Pflanzenmotivik wurden 1956/57 weitgehend erneuert.
Von September 2002 bis Dezember 2003 erfolgte wegen des Elbehochwassers eine Restaurierung, bei der Podeste und Bänke sowie die Heizung erneuert wurden.
Vom 22. September bis zum 10. Oktober 2024 wird in der Kirche eine Wanderausstellung gezeigt, in der mit Fotos und Interviews das Leben von 35 Geflüchteten dargestellt wird, die in Schwarzenberg und Umgebung Zuflucht gefunden hatten. Ursprünglich sollte die Ausstellung im Rahmen einer „Interkulturellen Woche“ im Landratsamt Pirna gezeigt werden. Landrat Michael Geisler (CDU) ließ die Ausstellung vor Beginn jedoch wieder abbauen, da sie polarisiere und erste Reaktionen „für eine aufgeheizte Stimmung unter den anwesenden Betrachtern“ gesorgt hätten. Daraufhin ließ der römisch-katholische Pfarrer Vinzenz Brendler in enger Abstimmung mit dem Pfarrer der evangelischen Gemeinde die Ausstellung in der Klosterkirche St. Heinrich aufbauen, wo sie bis zum 10. Oktober 2024 gezeigt werden soll; Brendler sagte zur Begründung, es gehe darum, „Menschen, die zu den Schwächsten gehören, ein Gesicht und eine Stimme zu geben“.

## Ausstattung
Die ursprüngliche Ausstattung ist nicht erhalten. Die derzeitige Ausstattung besitzt als Hauptstück einen Altar mit eindrucksvollem Kruzifix von Friedrich Press aus dem Jahr 1973.
An der Südwand befindet sich ein spätgotisches Retabel von 1510/20, das im Schrein die Muttergottes flankiert von den Heiligen Maria Magdalena und Margarethe zeigt. Auf den Flügeln sind innen die Heiligen Katharina und Barbara auf der linken Seite und Petrus und Paulus auf der rechten Seite dargestellt. Die Außenseiten der Flügel zeigen gemalte Darstellungen der Heiligen Leonhardt und Johannes des Täufers auf der linken Seite; rechts sind Anna selbdritt und ein Bischof dargestellt.
Der schlichte sandsteinerne Taufstein aus Thallwitz stammt aus dem Jahr 1574 und zeigt Wappen der Familien von Kanicz und von Hanfmus. An einem Pfeiler ist eine geschnitzte trauernde Muttergottes aus einer Kreuzigungsgruppe um 1500 angebracht.
Einige um 1520/30 entstandene Glasgemälde sind Leihgaben aus der evangelischen Stadtkirche St. Marien.
Das gestickte böhmische Antependium aus der Mitte des 14. Jahrhunderts gehörte wahrscheinlich einst diesem Kloster und befindet sich jetzt im Kunstgewerbemuseum Dresden (Inventarnummer 37417).

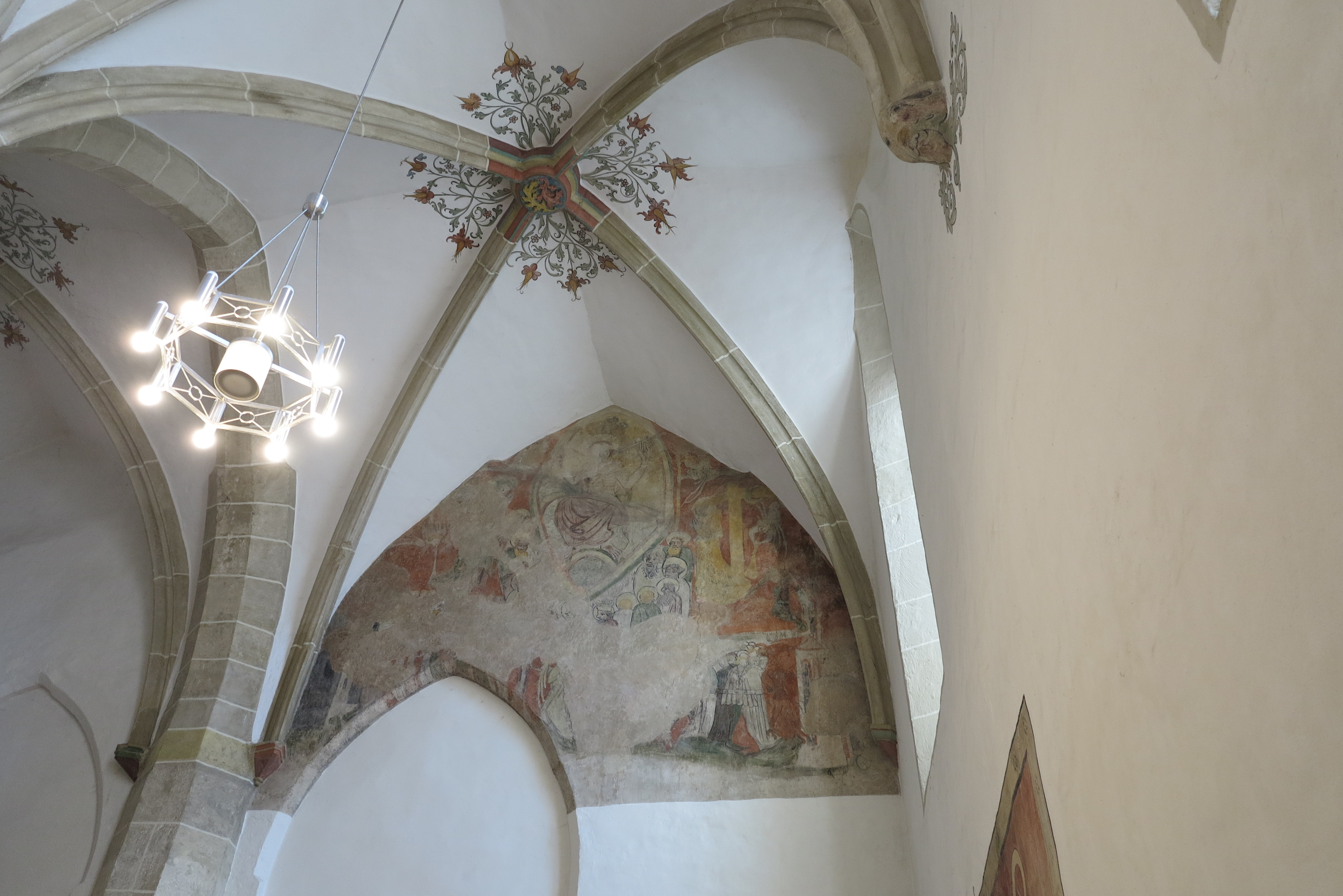

Die erste Orgel war ein Werk der Firma Jehmlich aus dem Jahre 1962. Sie ist dem Hochwasser vom August 2002 zum Opfer gefallen. Im Jahr 2005 wurde eine neue Orgel mit 14 Registern auf zwei Manualen und Pedal der Firma Voigt geweiht.

## Ehemalige Klostergebäude
Zum Kloster gehörten ursprünglich ein nördlich der Kirche gelegenes dreigeschossiges Gebäude, das den Kapitelsaal enthielt und jetzt vom Stadtmuseum Pirna genutzt wird, sowie die nicht erhaltene Klausur. Im Untergeschoss befindet sich der zweischiffige, dreijochige Kapitelsaal, dessen Kreuzrippengewölbe von Rundpfeilern auf achteckigem Sockel getragen werden. An der Westseite wird der Kapitelsaal von drei Spitzbogenfenstern mit Maßwerk erhellt.
Der möglicherweise einst als Refektorium genutzte Raum im ersten Obergeschoss ist dem Kapitelsaal ähnlich, aber niedriger und besitzt als Stützen Vierkantpfeiler. Der Raum im obersten Geschoss besitzt eine Balkendecke. Das nördlich anschließende Gebäude entstammt ebenfalls noch dem Mittelalter und könnte früher als Marienkapelle genutzt worden sein. Es zeigt auf der Westseite (später veränderte) Maßwerkfenster im Erdgeschoss und ein Vorhangbogenfenster aus dem Mittelalter im Obergeschoss.